# Desselgem
Desselgem est une section de la ville belge de Waregem, en province de Flandre-Occidentale. C'était une commune à part entière avant la fusion des communes de 1977.

## Géographie
Desselgem est limitrophe des localités suivantes : Wielsbeke, Vive-Saint-Éloi, Waregem (section de commune), Deerlijk, Beveren et Ooigem.
Desselgem se trouve à quelques kilomètres à l'ouest du centre de Waregem, le long de la Lys. Près de la rive opposée de la Lys, relié par un pont, se trouve le village d'Ooigem. À la suite de l'urbanisation croissante, les agglomérations de Beveren et de Desselgem n'en font plus qu'une.

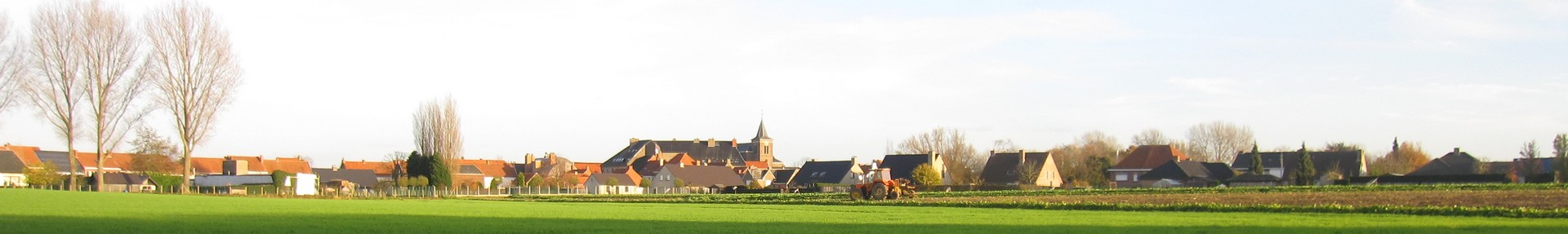
L'ancien village de Desselgem

## Démographie

### Évolution démographique
- Sources : INS, Rem. : 1831 jusqu'en 1970 = recensements, 1976 = nombre d'habitants au 31 décembre[3].

## Histoire
L'histoire du village remonte à la période franque, lorsque le village était le domaine de Thraswald. Le nom Thrassaldingehem s'est transformé au cours des siècles pour donner le Desselgem actuel.
Les premiers documents écrits mentionnant Desselgem remontent aux environs de 950, lorsque le comte de Flandre Arnoul donna en fief à l'abbaye Saint-Pierre de Gand la propriété située autour de la ferme. Les moines se sont établis dans cette ferme qui depuis est connue sous le nom de Munkenhof. Le fief, qui s'étendait aussi à Beveren et à des parties du vieux Waregem et de Deerlijk, resta entre leurs mains jusqu'à la fin du XVIIIe siècle.
Au XVIIe siècle, Maximilien Lanchals, écuyer, issu d'ancienne noblesse militaire, fils de messire Philippe Lanchals et de Florence de Grutheere, est seigneur d'Olsene, Excarde au pays de Waes, Dentergem, Desselgem Gotthem. Par lettres données à Madrid le 10 janvier 1645, la terre et seigneurie d'Excarde est érigée en baronnie en sa faveur.
Lors de la révision des limites entre Wielsbeke et Waregem, Wielsbeke-Ooigem a réclamé le territoire autour du Munkenhof qui, depuis la rectification du cours de la Lys vers 1975, est situé sur une île entre le vieux bras de la Lys et la nouvelle rivière canalisée. Ce territoire, qui peut être considéré comme le berceau de Desselgem, n'est plus relié au vieux Desselgem que par un pont.
La révision des limites de 2000 a finalement été votée tout en maintenant le Munkenhof à Desselgem-Waregem.

## Galerie

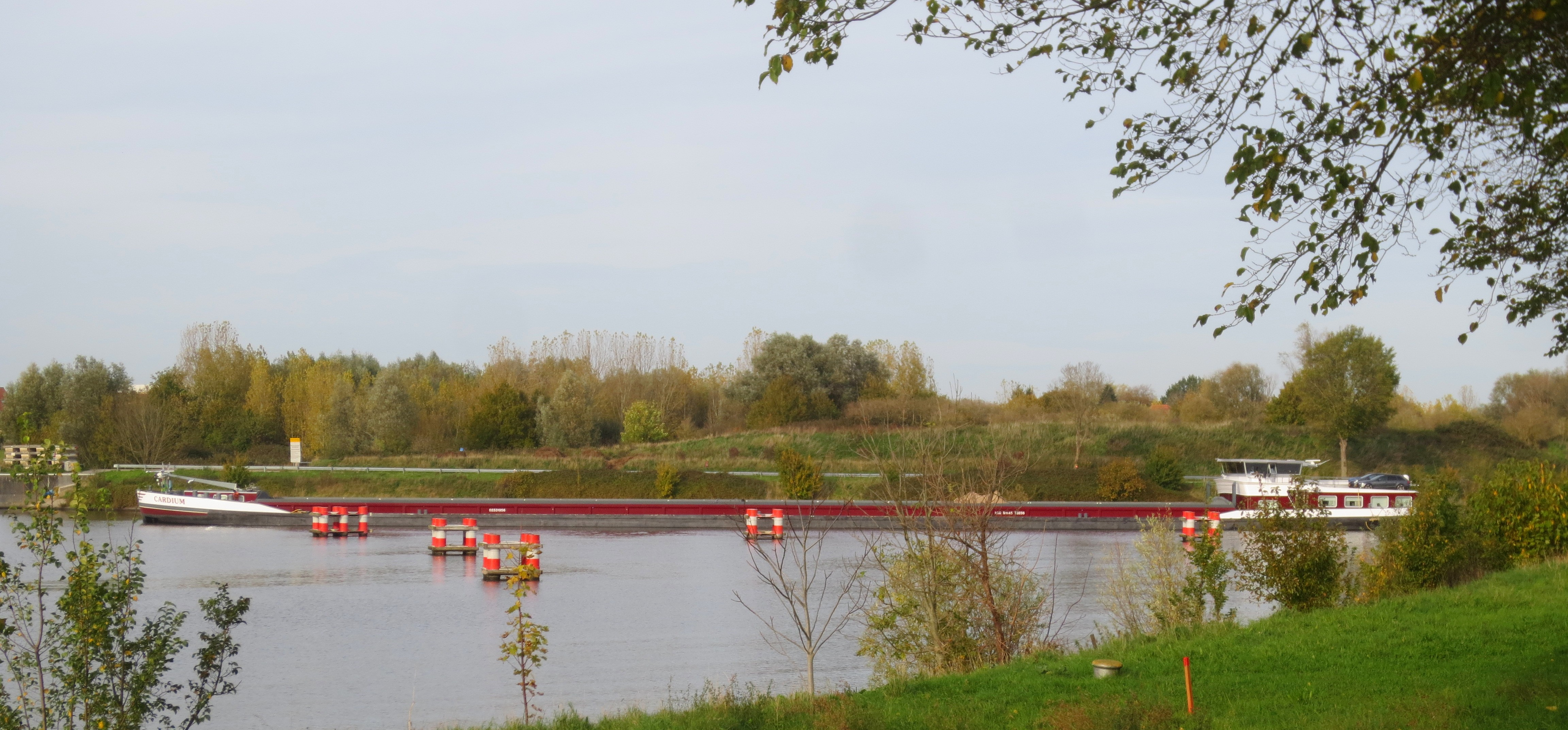
La Lys.
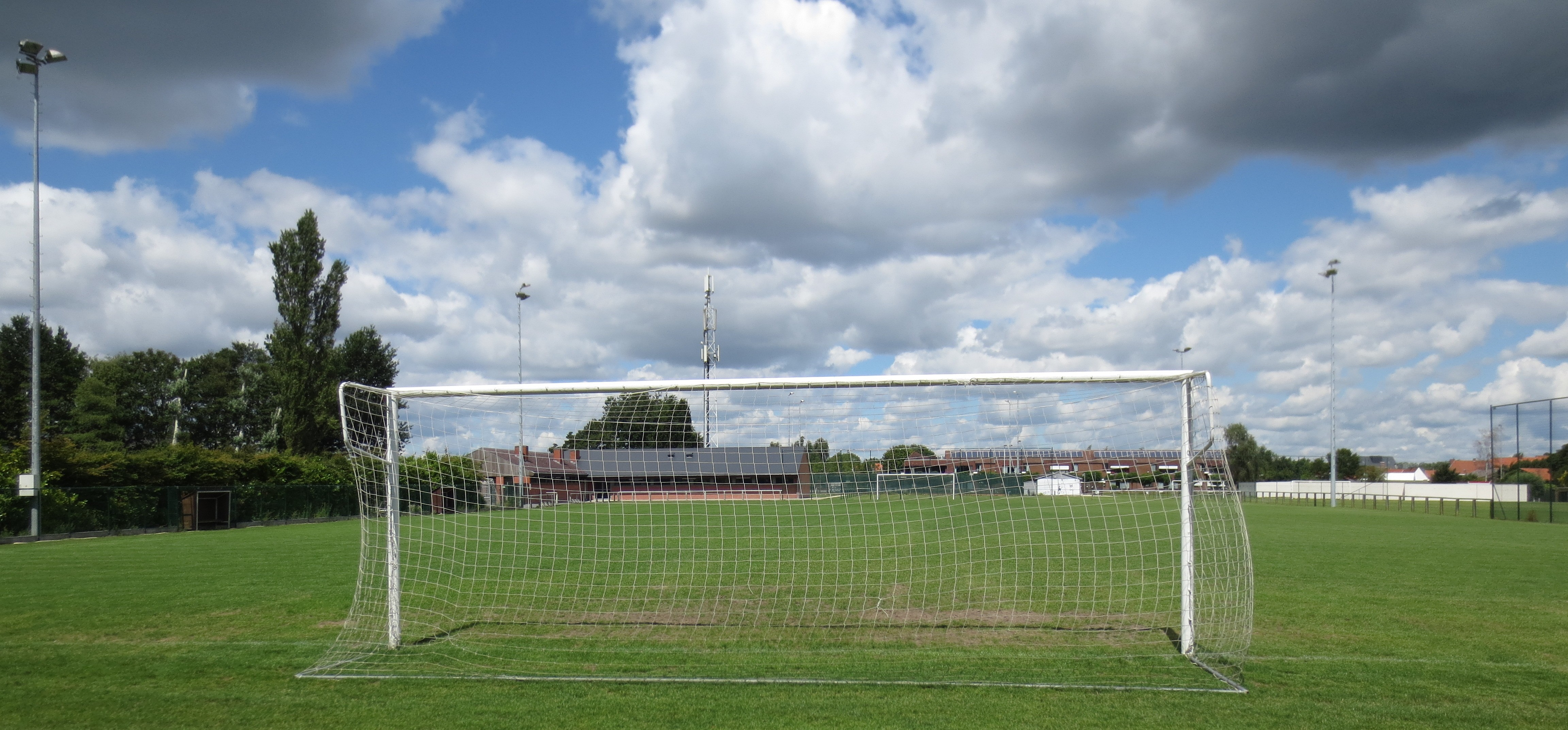
Le terrain.
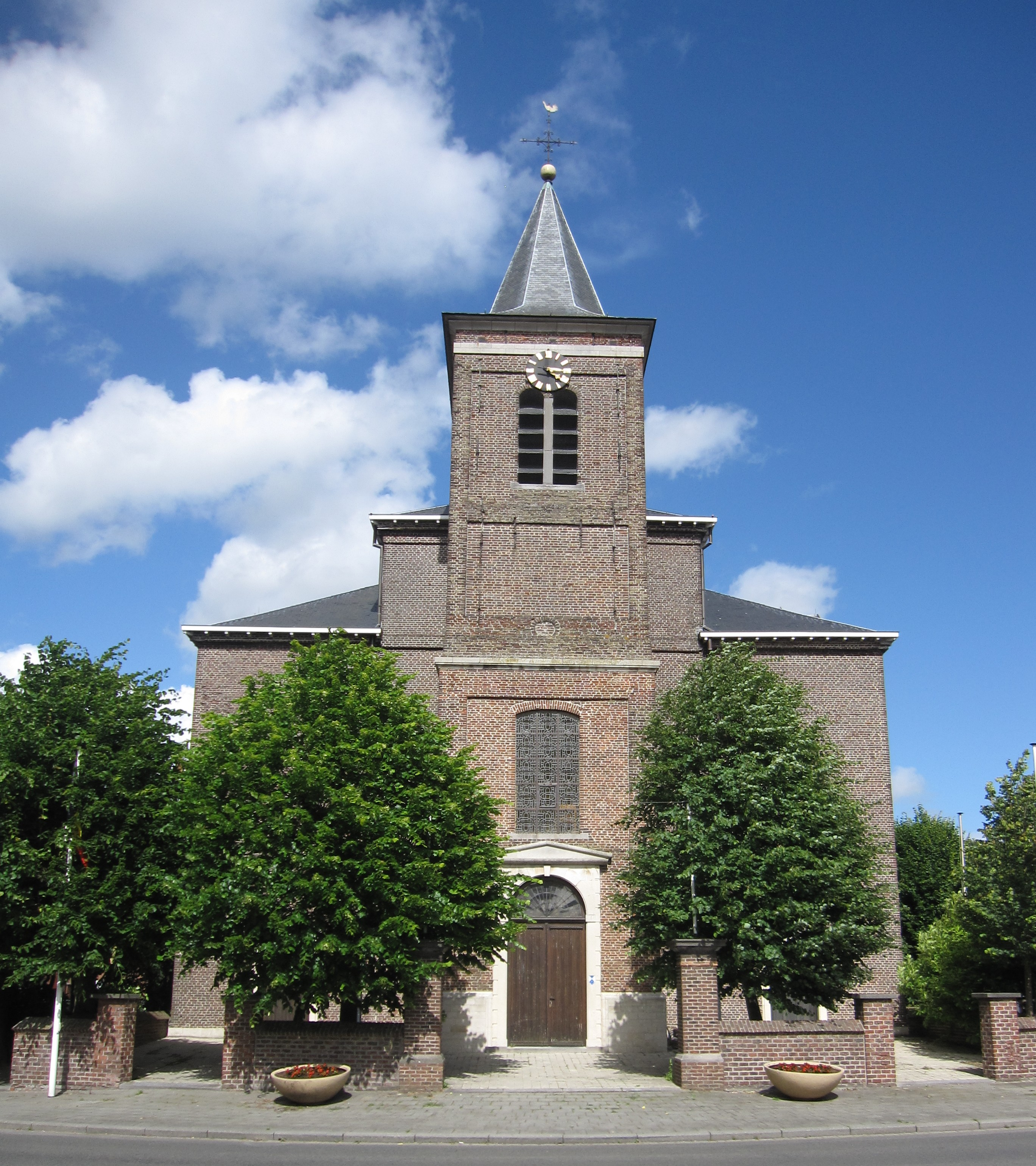
L'église.
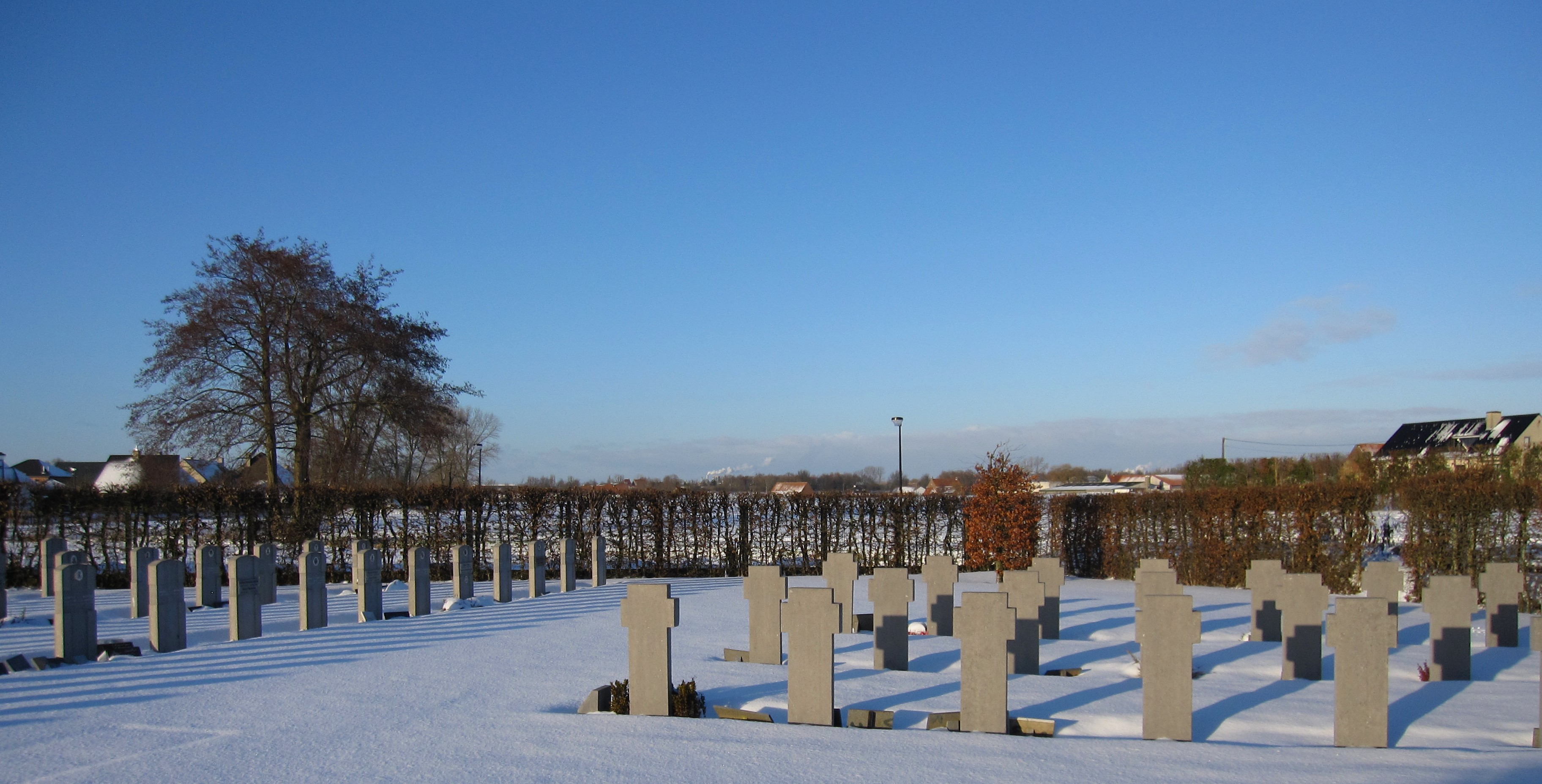
Le cimetière.